# 25 (число)
25 (двадцать пять) — натуральное число, расположенное между числами 24 и 26.

## Математика
- Квадрат числа 5
- 4-е автоморфное число.
- 7-е триморфное число.
- Один из трёх (известных на сегодняшний день) квадратов вида n! + 1 (вместе с 121 и 5041)[1].
- 25 — точная степень (25 = 52). Между 25 и следующей точной степенью (27 = 33) нет ни одного простого числа. На 9 марта 2002 года известно лишь пять подобных пар: (8, 9), (25, 27), (121, 125), (2187, 2197), (32 761, 32 768)[2].
- Наименьший квадрат, представимый в виде суммы двух квадратов.
- 225 = 33 554 432
- 25 - наименьшее составное число, не представимое в виде разности двух простых.

## Наука
- Атомный номер марганца
- 25-й кадр — вымышленный метод психологического воздействия на сознание масс
- ДЛК-25 — ранее использовавшееся название ЛСД (формула: C20H25N3O)
- Вселенная 25 — социальный эксперимент (25-й в серии) американского учёного-этолога Джона Кэлхуна в 1960-70-х годах.

## Другие названия
- В разговорной речи двадцать пять денежных единиц заменяется сленговым выражением «четвертак».

## В других областях
- ASCII-код управляющего символа EM (end of medium)
- Порт 25 используется протоколом SMTP
- 25 — код Приморского края
- В разговорной речи часто говорят «Опять двадцать пять!», подразумевая, что, в очередной раз, ничего не получилось, или снова получился тот же результат (нежелательный).
- «Опять 25!» — популярнейшая утренняя музыкально-юмористическая передача радиостанции «Маяк» 1960-х — начала 1970-х годов. Начиналась после восьмичасового выпуска новостей и длилась 25 минут, с 8:05 до 8:30 утра. После того, как 9 апреля 1971 года закрылся XXIV съезд КПСС и страна начала двигаться «навстречу Двадцать пятому съезду», название радиопередачи было изменено.

Передачи с таким названием встречаются и на других радиостанциях, например Heart FM
- 25-й этаж — песня группы Корни.

- Число 25 по месяцам: 25 января | 25 февраля | 25 марта | 25 апреля | 25 мая | 25 июня | 25 июля | 25 августа | 25 сентября | 25 октября | 25 ноября | 25 декабря
- 25 — число клеток в доске для минисёги и киото сёги.